# Rimacola elliptica
Rimacola elliptica är en orkidéart som först beskrevs av Robert Brown, och fick sitt nu gällande namn av Herman Montague Rucker Rupp. Rimacola elliptica ingår i släktet Rimacola och familjen orkidéer. Inga underarter finns listade i Catalogue of Life.

## Bildgalleri

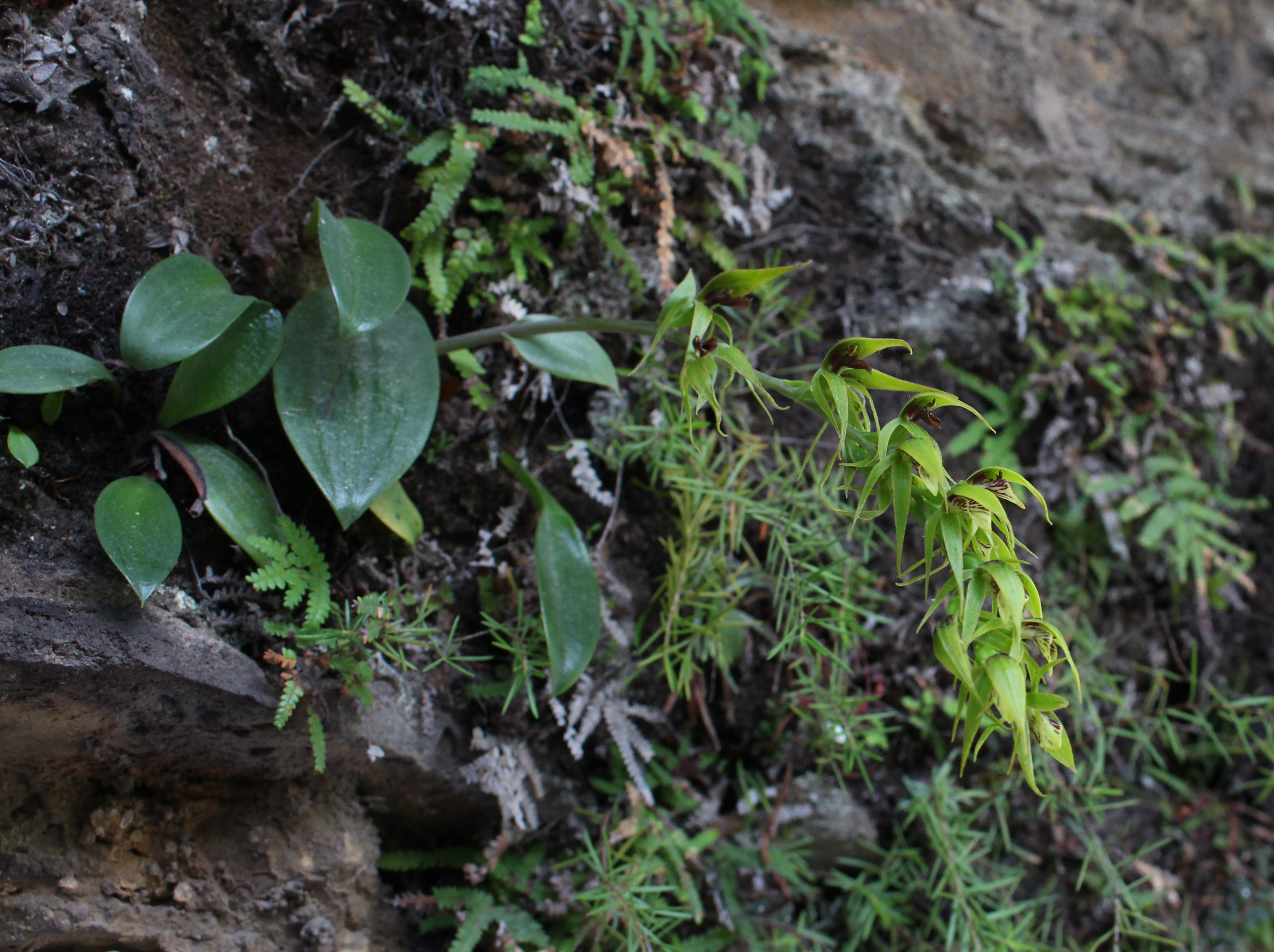